# هایاتو ایکدا
هایاتو ایکدا (انگلیسی: Hayato Ikeda؛ زاده ۳ دسامبر ۱۸۹۹ – درگذشته ۱۳ اوت ۱۹۶۵) سیاست‌مدار ژاپنی و نخست‌وزیر ژاپن از ۱۹۶۰ تا ۱۹۶۴ بود. نقشی برجسته در رشد کلان اقتصادی ژاپن پس از جنگ جهانی دوم ایفا کرد. روابط نزدیک اقتصادی و امنیتی با ایالات متحده آمریکا را نگه داشت؛ اما همزمان به بازرگانی با دولت‌های کمونیستی به‌ویژه چین و شوروی پرداخت.